# Meccanismo di Lindemann-Hinshelwood
Il meccanismo di Lindemann-Hinshelwood è un meccanismo di reazione, proposto da Frederick Lindemann nel 1921 e sviluppato successivamente da Cyril Hinshelwood, utilizzato in cinetica chimica per descrivere le reazioni del primo ordine (unimolecolari) in fase gassosa
MECCANISMO
Consideriamo la generica reazione del primo ordine del tipo
{\displaystyle A\rightarrow P}
Le molecole di reagente A possono assumere l'energia necessaria alla reazione urtando tra loro e formando in questo modo una molecola A* energeticamente eccitata, ovvero
{\displaystyle A+A\rightarrow A^{*}+A}
a cui corrisponde una velocità di reazione
{\displaystyle {\frac {d[A^{*}]}{dt}}=k_{1}[A]^{2}}
Ma allo stesso modo, così come A* può originare il prodotto P la stessa molecola  eccitata, può ricedere l'energia acquisita urtando contro un'altra molecola di reagente. In sintesi, la reazione
{\displaystyle A^{*}\rightarrow P}
a cui corrisponde una velocità
{\displaystyle {\frac {d[A^{*}]}{dt}}=-k_{2}[A^{*}]}
compete con il processo
{\displaystyle A^{*}+A\rightarrow A+A}
la cui velocità di reazione è
{\displaystyle {\frac {d[A^{*}]}{dt}}=-k_{1}'[A][A^{*}]}
Per calcolare la velocità di formazione del prodotto è necessario conoscere la concentrazione di A*. Applicando l'approssimazione dello stato stazionario si ottiene l'equazione
{\displaystyle {\frac {d[A^{*}]}{dt}}=k_{1}[A]^{2}-k_{1}'[A][A^{*}]-k_{2}[A^{*}]=0}
che risolta fornisce
{\displaystyle [A^{*}]={\frac {k_{1}[A]^{2}}{k_{2}+k_{1}'[A]}}}
Quindi si ricava che la velocità di formazione del prodotto è
{\displaystyle {\frac {d[P]}{dt}}=k_{2}[A^{*}]={\frac {k_{1}k_{2}[A]^{2}}{k_{2}+k_{1}'[A]}}}
A questo punto è possibile trarre due diverse semplificazioni dell'equazione appena esposta, che certamente sotto questa forma non è una equazione cinetica del primo ordine. Se la velocità con la quale A* cede energia riformando i reagenti di partenza prevale su quella che porta alla formazione del prodotto, allora si ha la cinetica del primo ordine
{\displaystyle {\frac {d[P]}{dt}}=k[A]}
dove
{\displaystyle k={\frac {k_{1}k_{2}}{k_{1}'}}}
Riducendo la concentrazione (e quindi la pressione, trattandosi di gas), arrivandosi a verificare
{\displaystyle k_{1}'[A]\ll \ k_{2}}
si può semplificare ottenendo invece una equazione cinetica del secondo ordine del tipo
{\displaystyle {\frac {d[P]}{dt}}=k_{1}[A]^{2}}
Questa differenza di risultato a cui si perviene si spiega ammettendo che a bassi valori di pressione lo stadio che determina la velocità di reazione (quello cineticamente più lento) è quello bimolecolare in cui si forma A*.